# Árnyékból a fénybe
A Árnyékból a fénybe album az Ossian zenekar 2002-ben megjelent tizenegyedik nagylemeze. A vonósokat és filmzenei megoldásokat is felvonultató album egyes dalszövegeit mozifilmek ihlették.
Ezen az albumon szerepel először Erdélyi Krisztián (ex-Falanx) basszusgitáros, akinek érkezésével kialakult a csapat 2012-ig stabil felállása.

## Dalok
1. A föld fekete doboza – 4:08
2. Az Egyetlen – 4:33
3. Szikrák a szélben – 2:42
4. A hosszú álom – 2:34
5. Árnyékból a fénybe – 3:38
6. 15 perc – 3:41
7. Végállomás motel – 5:36
8. Életed filmje – 3:41
9. A tél hercegnője – 4:21
10. Őszi eső – 4:11
11. A valódi mátrix – 2:56
12. A tigris könnyei – 3:21
13. Ha kiszállnék – 3:49

CD multimédia bónusz
- A tél hercegnője (videóklip)

## Zenekar
- Paksi Endre – ének, vokál, kórus
- Rubcsics Richárd – gitár, basszusgitár, kórus
- Wéber Attila – gitár, basszusgitár, kórus
- Hornyák Péter – dobok
- Erdélyi Krisztián – basszusgitár, kórus

## Közreműködők
- Küronya Miklós – basszusgitár (9. szám), billentyű (7, 10. számok)
- Veér Bertalan, Hegyaljai-Boross Zoltán, Négyesi Katalin – vonósok